# Kalvholmen (vid Sondarö, Lovisa)
Kalvholmen är en ö i Finland. Den ligger i Finska viken och i kommunen Lovisa i den ekonomiska regionen  Lovisa i landskapet Nyland, i den södra delen av landet. Ön ligger omkring 64 kilometer öster om Helsingfors.
Öns area är 3,2 hektar och dess största längd är 280 meter i sydöst-nordvästlig riktning.